# Niki Palli
Niki Palli (né Nikita, en hébreu ניקיטה (ניקי) פאלי, le 28 mai 1987 en Moldavie) est un athlète israélien, spécialiste du saut en hauteur. Son record personnel est de 2,30 m réalisés en tant que junior en 2006.
Arrivé en Israël à l'âge de 8 ans avec sa famille, il devient citoyen israélien en 2005, l'année où il réalise 2,25 m.

## Palmarès

### Junior

#### Championnats d'Europe junior d'athlétisme
- Championnats d'Europe junior d'athlétisme de 2005 à Kaunas ( Lituanie)
  -  Médaille de bronze au saut en hauteur